# 戸田市立戸田南小学校
戸田市立戸田南小学校（とだしりつとだみなみしょうがっこう）は、埼玉県戸田市本町にある市立小学校。

## 沿革

### 略歴
1968年（昭和43年）4月1日、戸田市立戸田第一小学校から分離新設。

### 年表
- 1968年4月1日 - 開校

## 学校教育目標
- 気づく【知:確かな学力】
  - 基礎・基本を確実に身に付け、いかに社会が変化しようと、自ら課題を見つけ、 自ら考え、主体的に判断・行動し、よりよく問題を解決するために、必要な思考 力・表現力・判断力・その他の能力をはぐくむ。
- 助け合う【徳:豊かな心】 
  - 自らを律しつつ、他者と共に協調し、他者を思いやる心や感動する心など豊かな人間性をはぐくむ。
- きたえる【体:健やかな体力】
  - 自ら進んで運動に親しむ資質や能力を身に付け、心身を鍛え、たくましく生きる ための健康や体力をはぐくむ。

## 学校行事
| - 4月 入学式 - 5月 - 6月 | - 7月 - 8月 - 9月 | - 10月 - 11月 - 12月 | - 1月 - 2月 - 3月 卒業式 |

## 通学区域
- 戸田市
  - 本町1丁目（4～7、14～17、24～25）
  - 本町2丁目（4、9～16）
  - 本町3丁目（1～12）
  - 本町4・5丁目
  - 川岸3丁目
  - 南町
  - 戸田公園

## 進学先中学校
- 戸田市立戸田中学校

## 学区内の主な施設
- 戸田公園駅

## 交通
- JR埼京線戸田公園駅より徒歩4分

## 出身者
- 宇賀神友弥（元サッカー選手）
- 長谷川唯  (サッカー選手)
- 土光真代 (サッカー選手)